# برایان مک لاولین (بازیکن فوتبال, زاده 1974)
برایان مک لاولین (انگلیسی: Brian McLaughlin؛ زادهٔ ۱۴ مهٔ ۱۹۷۴) بازیکن فوتبال اهل بریتانیا است.
از باشگاه‌هایی که در آن بازی کرده‌است می‌توان به باشگاه فوتبال سنت جانستون، باشگاه فوتبال ویگان اتلتیک، باشگاه فوتبال سلتیک، باشگاه فوتبال داندی یونایتد، و باشگاه فوتبال ایر یونایتد اشاره کرد.
وی همچنین در تیم ملی فوتبال زیر ۲۱ سال اسکاتلند بازی کرده‌است.